# Potash and Perlmutter
Potash and Perlmutter ist eine US-amerikanische Stummfilmkomödie aus dem Jahr 1923 von Clarence G. Badger mit Barney Bernard und Alexander Carr in den Titelrollen. Das Drehbuch basiert auf dem gleichnamigen Roman von Montague Glass und dem gleichnamigen Bühnenstück von Montague Glass und Charles Klein.

## Handlung
Abe Potash und Morris Perlmutter, Partner einer Textilfirma, stellen Boris Andrieff, einen armen russischen Violinisten, als Monteur ein. Boris verliebt sich in Irma Potash, zur Enttäuschung von Abe, der gehofft hatte, seine Tochter würde den reichen Anwalt Feldman heiraten. Der Violinist wird verhaftet, nachdem ein Arbeiteraktivist auf dem Firmengelände niedergeschossen wurde, und der Skandal droht Potash und Perlmutter zu ruinieren. Der Mann erholt sich jedoch und Boris heiratet Irma mit dem Segen ihres Vaters.

## Hintergrund
Der Kauf der Filmrechte für das Bühnenstück durch den Produzenten Samuel Goldwyn wurde am 25. Januar 1923 vermeldet. Obwohl Francis Marion bereits an der Adaption arbeitete, wurde vermerkt, dass Goldwyn mit dem Regisseur George Fitzmaurice und dessen Frau, der Schriftstellerin Ouida Bergere, einen Vertrag über eine Reihe von Produktionen abgeschlossen hatte, von denen eine auf einem populären Stück basieren sollte. Goldwyn, der kurz zuvor aus seiner Firma Goldwyn Pictures Corporation ausgeschieden war, erzählte in einem Interview vom 16. Juni 1923, dass mit der Verfilmung von Potash and Perlmutter ein vier Jahre alter Traum in Erfüllung gegangen sei. Es war eine seiner ersten unabhängigen Produktionen.
Am 17. April 1923 wurde berichtet, Fitzmaurice sei durch Clarence G. Badger ersetzt worden, der von Sawyer-Lubin Productions ausgeliehen war. Badger sollte am 1. Mai 1923 in New York mit den Produktionen beginnen, begleitet von seinem Kameraassistenten und einem Skriptschreiber. Alexander Carr und Barney Bernard, die in der Produktion von 1913 die Hauptrollen gespielt hatten, schlüpften erneut in ihre Rollen für die Leinwand, mit Untertiteln von Montague Glass. Kameramann Rudolph Bergquist und Geschäftsführer Charles Hunt wurden in den nächsten Tagen in New York erwartet, unmittelbar gefolgt von Badger und seinen übrigen Mitarbeitern. Am 19. April 1923 wurde gemeldet, Glass werde später im selben Monat in der Stadt erwartet.
Am 28. April 1923 wurde bekannt gegeben, dass Associated First National Pictures nach dreimonatigen Verhandlungen einen Vertriebsvertrag mit Goldwyn abgeschlossen hatte. Außerdem wurde erklärt, dass die Veröffentlichung des Films von entsprechenden Artikeln in 700 englischsprachigen Zeitungen sowie einem Nachdruck von „Behind the Scenes“, Goldwyns Serie für The Pictorial Review, in 1.300 Zeitungen des United Press-Unternehmens begleitet würde.
Laut einer Pressemeldung vom 19. Mai 1923 wurden die Hauptdreharbeiten in Fort Lee (New Jersey) auf den 15. Mai 1923 verschoben. Presseartikel vom 24. Mai 1923 und vom 16. Juni 1923 vermerkten, dass A. H. Woods, der das Stück von 1913 produzierte, ein finanzielles Interesse an dem Film hatte. Letztere Publikation berichtete auch, dass vier New Yorker Modedesigner und -designerinnen – Madame Frances, Madame Faulconer, Anna Tappe und Harry Collins – der Produktion fünfzig Models zur Verfügung stellten, die jeweils in zwei Kreationen aus der Herbstkollektion 1923 ihres Arbeitgebers auftraten. Am 30. Juni 1923 wurde enthüllt, dass die Dreharbeiten im Paragon-Studio begonnen hatten, bevor sie in die Universal-Anlage in Fort Lee verlegt wurden, wo das Set für die Modeboutique aufgebaut worden war.
Das Produktionsende wurde am 21. Juli 1923 bekannt gegeben. Schnitt und Titelverfassung waren derzeit im Gange, unterstützt von Montague Glass. In dem Film traten auch die Tänzerinnen Evelyn Law und Mademoiselle Allen von den Ziegfeld Follies, acht Mitglieder der Tanztruppe von Michel Fokine und 700 „hervorragend gekleidete“ Statisten auf. Die Co-Stars Hope Sutherland und Leo Donnelly schlüpften erneut in ihre Rollen aus dem Stück von 1913. Zwei Wochen zuvor, am 7. Juli 1923, wurde berichtet, dass Badger im Namen des Produzenten, der Besetzung und der Crew ein „silberner Liebespokal“ überreicht worden sei.
Presseartikel vom 22. September 1923 enthüllten, dass Goldwyn Pictures eine einstweilige Verfügung gegen Samuel Goldwyn erwirken wollte, um ihn daran zu hindern, den Film unter seinem Nachnamen zu veröffentlichen. Goldwyn, früher bekannt als Samuel Goldfish, hatte seinen Namen 1918 offiziell geändert und seinen Geschäftspartnern Edgar und Archibald Selwyn versprochen, seinen neuen Namen in keinem anderen Filmunternehmen zu verwenden.
Am 29. September 1923 wurde berichtet, dass es wenige Tage vor der Premiere in New York zu einem Streik der Zeitungsdrucker kam. Am 18. September 1923 machte Goldwyn-Pressesprecher Harry Reichenbach Werbung für die Premiere des Films, indem er mindestens zwanzig glockenläutende „Stadtausrufer“ in mittelalterlicher Kleidung durch ganz Midtown Manhattan schickte. Reichenbach hatte vor, seine Männer so lange im Dienst zu halten, wie nötig. Er gab auch eine Erklärung zum bevorstehenden Boxkampf zwischen Jack Dempsey und Luis Firpo ab und behauptete, einer der Kämpfer werde durch das Lachen über den Film körperlich geschwächt.
In Presseartikeln vom 25. Oktober 1923 und vom 3. November 1923 hieß es, Irwin Franklin, ein weiterer Mitarbeiter von Goldwyn, habe eine Anzeige für die Premiere des Films am 13. Oktober 1923 in Youngstown (Ohio) geschaltet, in einer Wochenzeitung des örtlichen Ablegers des Ku-Klux-Klan. Trotz ihrer Politik, „Filme mit eindeutig jüdischem Charakter“ nicht zu bewerben, schalteten die Verleger die Anzeige, was Berichten zufolge die Besucherzahlen im Kino erhöhte. Youngstown wurde als „Brutstätte des Ku-Klux-Klans“ beschrieben.
Goldwyn produzierte 1924 eine Fortsetzung, In Hollywood with Potash and Perlmutter. George Sidney ersetzte Barney Bernard, der Anfang des Jahres verstorben war.
Wiard Ihnen oblag die künstlerische Leitung.
Da keine Kopien der acht Filmrollen existieren, gilt der Film als verschollen.

## Veröffentlichung
Die Premiere des Films fand am 10. September 1923 in Baltimore statt. Im Deutschen Reich kam er im April 1924 in die Kinos.

## Kritiken
Lawrence Reid schrieb in der Motion Picture News, First National habe allen Grund dafür, unglaublich stolz zu sein, dass der Film genauso unterhaltsam sei, wie das Bühnenstück. Samuel Goldwyn hab in seiner ersten unabhängigen Produktion beträchtlichen Aufwand getrieben, um einen klaren Eindruck zu hinterlassen.

## Auszeichnungen
Als bester Film des Monats November wurde der Film 1923 mit dem Photoplay Award ausgezeichnet.